# Rhachitopis crassus
Rhachitopis crassus är en insektsart som först beskrevs av Walker, F. 1870.  Rhachitopis crassus ingår i släktet Rhachitopis och familjen gräshoppor. Inga underarter finns listade i Catalogue of Life.